# Dolichopus acuticornis
Dolichopus acuticornis är en tvåvingeart som beskrevs av Christian Rudolph Wilhelm Wiedemann 1817. Dolichopus acuticornis ingår i släktet Dolichopus och familjen styltflugor. Arten är reproducerande i Sverige. Inga underarter finns listade i Catalogue of Life.